# Shangyang (sockenhuvudort i Kina, Zhejiang Sheng, lat 28,52, long 121,00)
Shangyang (kinesiska: 上垟, 上垟乡) är en sockenhuvudort i Kina. Den ligger i provinsen Zhejiang, i den östra delen av landet, omkring 210 kilometer sydost om provinshuvudstaden Hangzhou. Antalet invånare är 6 830. Befolkningen består av 3 550 kvinnor och 3 280 män. Barn under 15 år utgör 15,0 %, vuxna 15-64 år 52 %, och äldre över 65 år 32 %.
Runt Shangyang är det tätbefolkat, med 819 invånare per kvadratkilometer. Närmaste större samhälle är Ningxi, 8,3 km norr om Shangyang. I omgivningarna runt Shangyang växer i huvudsak blandskog.
Genomsnittlig årsnederbörd är 2 023 millimeter. Den regnigaste månaden är juni, med i genomsnitt 334 mm nederbörd, och den torraste är januari, med 74 mm nederbörd.